# 體育新世界
《體育新世界》（英語：Sports: A New Horizon）是香港電視廣播有限公司製作的電視體育節目，由2018年11月10日起於財經體育資訊台播出。

## 概要
2018年7月，電視台因節約資源決定解散體育組，連帶專屬節目《體育世界》亦於7月7日中午12點播最後一集，只保留數名成員轉往新聞及資訊部。
相關成員其後與部門既有體育記者作出磨合，製作了數個於翡翠台及無綫新聞台播出之短節目，並就部分無綫財經·體育·資訊台直播及myTV Super點播之體育賽事作出安排。2018年11月10日，電視台正式安排本節目以「體育科（英語：TVB Sports）製作」之名義定期播出。有關處理近似2015年解散兒童組後將相關類型節目納入綜藝部管理之安排。
主持及採訪起用體育記者及資深體育人士，不設錄影廠拍攝。而就著新聞及資訊部完整持有大部分賽事之播報權，本節目亦首設安排myTV Super點播重溫。
2023年12月2日，本節目最後一集，由2024年3月9日播映的《J Sport》取代。

## 歷任主持
- 陳焜傑（Kitson）（體育記者）（已退出）
- 文宇軒（阿軒）（體育記者）（已退出）
- 莊琬晴（Edith）（體育記者）（已退出）
- 陳約臨（Kelly）（藝人）（已退出）
- 蘇可欣（Eunice）（藝人）（已退出）
- 余德丞（Dickson）（前香港男子游泳運動員）（藝人）（已退出）
- 王虹茵（Sharlene）（前香港女子藝術體操運動員）（藝人）（已退出）
- 石偉雄（石仔）（香港男子競技體操運動員）（已退出）
- 莫宛螢（小爆牙）（香港女子武術運動員）（已退出）
- 黃曉盈（Angel）（香港女子競技體操運動員）（已退出）
- 陳偉豪（豪哥）（香港男子足球運動員）（已退出）
- 黃耀富（富仔）（香港男子五人足球運動員）（已退出）
- 李慧詩（Sarah）（前香港女子單車運動員）（已退出）
- 鄺家銘（阿占）（香港足球評述員）（已退出）
- 黃庭鋒（庭鋒）（藝人）（已退出）
- 李思雅（Cindy）（藝人）（已退出）
- 孔德賢（Danny）（藝人）（已退出）

## 末任主持
- 何振然（Elson）（轉往J Sport）

## 外部連結
- 無綫電視節目網頁 - 體育新世界 （页面存档备份，存于）